# Nokia E6
Nokia E6 (E6-00) — смартфон E-серии с QWERTY-клавиатурой на платформе Symbian Anna под управлением Nokia Belle. Заменил Nokia E72 в роли нового мобильного смартфона решения для бизнеса на Symbian от Nokia.
Смартфон, кроме QWERTY-клавиатуры, оснащался сенсорным экраном. Кроме того, смартфон мог долго работать от аккумулятора (14 часов в режиме разговора, 9 часов в режиме просмотра видео, до 75 часов воспроизведения музыки), предустановленным доступом к Microsoft Exchange ActiveSync, Microsoft Communicator Mobile и Microsoft SharePoint, а также высоким разрешением VGA-дисплея (326 пикселей на дюйм).
Как и у его предшественников (Nokia E71/E72), дизайн Nokia E6-00 сочетает в себе элементы из стекла из стали. Съемная задняя крышка, приподнятая панель основной камеры, двойная LED-вспышка, внешний динамик и окантовка передней панели выполнены из нержавеющей стали. Сама передняя панель (кроме qwerty-клавиатуры и клавиш быстрого доступа) покрыта защитным стеклом Corning Gorilla Glass.
Смартфон представлен в 3 цветовых вариантах: чёрном, серебристом и белом.
Nokia E6-00 был официально представлен на специальном мероприятии Discover Symbian («Открывая Symbian») вместе с Nokia X7 и свежим обновлением для Symbian^3.

## Характеристики Nokia E6 (E6-00)
Общие данные E6
- Дата выпуска: 2011 г (2-й квартал)
- Стандарт: GSM 850, GSM 900, GSM 1800, GSM 1900, UMTS (WCDMA) (3G)
- Платформа: Symbian³
- Операционная система: Symbian OS (Belle)
- Тип процессора: ARM 11
- Тактовая частота: 680 MHz
- Медиапроцессор: Broadcom BCM 2727
- Длина: 115.5 мм
- Ширина: 59 мм
- Толщина: 10,5 мм
- Вес: 133 г
- GPS-Навигация

 Аккумулятор E6
- Тип батареи: Li-ion (BP-4L)
- Ёмкость: 1500 mAh
- Время ожидания: 672 ч
- Время разговора: 14,8 ч
- В режиме аудиоплеера: 75 ч

Корпус
- Конструкция корпуса: трубка
- QWERTY-клавиатура
- Материал корпуса: металл (Нержавеющая сталь)
- Цвета корпуса (Black, Silver, White)
- Встроенная антенна

Дисплей
- Технология экрана: TFT (PenTile)
- Тип экрана: 16 млн цветов
- Размер экрана: 480 x 640 px
- Диагональ экрана: 2,46"
- Сенсорный экран: ёмкостный

Работа со звуком Nokia E6
- Тип звонка: полифонический (64-тональный)
- Mp3 на звонок
- Вибро
- Голосовой набор
- Голосовое управление
- Громкая связь
- Диктофон
- FM-радио: (+ RDS)
- Цифровой аудиоплеер (MP3, WMA, AAC, eAAC, eAAC+, AMR-NB, AMR-WB)

Память
- Объём энергонезависимой памяти: 350 MB (+ 8Gb NAND памяти)
- Объём оперативной памяти: 256 MB (после загрузки пользователю доступно ~140Мб)
- Поддержка карт памяти: microSD (TransFlash), microSDHC
- Макс. объём карты памяти: 32 GB
- Короткие сообщения, MMS, SMS

Передача данных
- WAP: v 2.0
- E-mail-клиент
- HTML-браузер (HTML 4.1, xHTML, WAP 2.0, Flash Lite 4.0)
- HSUPA
- HSDPA
- EDGE
- GPRS
- WiFi: 802.11b, 802.11g, 802.11n (WPA2, WPA, WEP)
- Bluetooth: 3.0 (+ EDR)
- Стерео Bluetooth (A2DP)
- AVRCP

Входы/выходы
- Тип разъёма для ПК: microUSB
- Тип разъёма для з/у: USB + 2.0 мм
- USB-выход (v 2.0)
- Аудиовыход: 3,5 мм
- Видеовыход: через разъем 3,5 мм (нужен переходник)

Фото/Видео
- Встроенная камера
- Дополнительная камера
- Количество пикселей: 8 Mpx
- Разрешение камеры: 3264 x 2448 px
- Встроенная вспышка: светодиодная (два светодиода)
- Цифровой zoom: 2 X
- Geotagging
- Поддержка Видео (3GPP formats (H.263), Flash Video, H.264/AVC, MPEG-4, RealVideo 10, Sorenson Spark, VC-1, VP6, WMV 9)
- Макс. кол-во кадров в секунду: 25 fps
- Макс. разрешение видео: 1280 x 720 px (HD 720p)

## Описание

### Процессор
Как и многие другие смартфоны на Symbian (Nokia N8, Nokia E7, Nokia C7), Nokia E6-00 оборудован процессором типа ARM11 — Broadcom BCM2727 с тактовой частотой 680 Мгц, поддерживающим OpenVG1.1 и OpenGL ES 2.0.

### Экран и ввод
Nokia E6-00 обладает ёмкостным сенсорным дисплеем с диагональю 62,5 мм и разрешением 640 × 480 пикселей (VGA, 326 пикселей на дюйм), способным отражать до 16,7 миллионов цветов. Яркость экрана, измеряемая в канделах, вдвое превосходит яркость дисплея Nokia E72. Датчик приближения деактивирует дисплей и тачскрин сенсорный ввод, когда устройство приближается к лицу во время разговора. Nokia E6 также поддерживает протокол PictBridge, что позволяет распечатывать файлы с телефона на принтере, не используя в процессе компьютер для передачи данных.
Также модель обладает встроенным датчиком освещенности, который меняет яркость дисплея и активирует в случае необходимости подсветку клавиатуры. Имеющийся в модели акселерометр не меняет ориентацию экрана при наклоне телефона, но позволяет снимать фото и в пейзажной, и в портретной ориентации и правильно отображать их в галерее.
Nokia E6 оборудован GPS-приемником с функцией A-GPS, Wi-fi-позиционированнием, Cell-ID и предустановленным приложением Карты Nokia, предлагающими автомобильную и пешеходную навигацию. После загрузки карт в устройство приложению не требуется подключение к сети, и Карты Nokia могут быть использованы для навигации в офлайн-режиме. Для других сервисов, например, карт Google, требуется подключение к сети.
8-мегапиксельная (3264 x 2448 px) камера с расширенной зоной резкого изображения (от 50 см и до бесконечности) без автофокуса, двойной LED-вспышной, двукратным цифровым зумом (трёхкратным в режиме видеосъемки) позволяет записывать видео в HD-качестве: 720p, с соотношением сторон 16:9, 25 кадров в секунду, либо с соотношением сторон 4:3. Фронтальная 0,3-мегапиксельная камера позволяет записывать видео 176 x 155 пикселей, 15 кадров в секунду.
Nokia E6 оборудован внешним динамиком и двумя микрофонами. Микрофон на передней панели устройства улавливает голос пользователя, микрофон на задней панели — посторонние шумы для активного шумоподавления, что позволяет сделать голос говорящего более ясным для собеседника даже в шумном окружении. Шумоподавление недоступно при использовании режима громкой связи и гарнитуры.

### Клавиши
На передней панели Nokia E6 расположена qwerty-клавиатура, клавиши вызова и прекращения вызова, клавиши меню, телефонной книги и электронной почты с функциями короткого и долгого нажатия, а также 5-позиционная клавиша скролла Navi key. Сверху на корпусе расположена клавиша выключения\блокировки, справа — слайдер блокировки, который также включает фонарик (двойную LED-вспышку камеры). Под слайдером расположены три клавиши: увеличения и уменьшения громкости, и между ними — кнопка активации голосовых команд (долгое нажатие) и диктофона (короткое нажатие). Когда телефон заблокирован, нажатие на клавишу Navi вызывает меню, позволяющее разблокировать Nokia E6-00 через тачскрин.
Qwerty-клавитатура выпускается в нескольких языковых версиях, в том числе арабской, тайской, русской и китайской.

### Аудио и выводы
Nokia E6 оборудован микрофоном и внешним динамиком на задней панели. 3,5-миллиметровый четырёхконтактный разъём TRS выполняет функции стереопары, микрофонного входа и видеовыхода. Возможно также его использование в роли PAL и NTSC TV-выхода при использовании кабеля Nokia Video Connectivity или стандартного 3x RCA кабеля.
Высокоскоростной USB 2.0 Micro-B коннектор предназначен для синхронизации данных, использования устройства в качестве накопителя и зарядки аккумулятора. Nokia E6-00 поддерживает USB On-The-Go 1.3 (возможность соединения периферийных USB-устройств друг с другом без необходимости подключения к ПК) при использовании кабеля Nokia Adapter Cable for USB OTG CA-157.
Встроенный Bluetooth v3 поддерживает беспроводные наушники и гарнитуры через HSP-профиль. Nokia E6-00 также поддерживает стереоаудиовывод по профилю A2DP. Встроенные автомобильные беспроводные гарнитуры поддерживаются по профилю HFP. Поддерживается обмен файлов (FTP), так же, как и OPP-профиль, и для приема, и для передачи объектов. Удалённое управление устройством возможно через AVRCP-профиль. Превращение Nokia E6-00 в маршрутизатор для доступа в Интернет (через ноутбук, например) доступно благодаря DUN-профилю. Также поддерживаются профили BIP, GAP, GAVDP, GOEP, HSP, PBAP, SAP, SDP и SPP. Устройство оснащено 87,5-108 MHz (76-90 MHz для Японии) FM-приемником с поддержкой RDS. Доступно Wi-Fi b/g/n подключение с поддержкой протоколов безопасной передачи данных WEP, WPA и WPA2 (AES/TKIP).

### Батарея
E6 (E6-00) оснащен мощным аккумулятором BP-4L на 1500 mAh, который позволяет аппарату работать до 672 часов в режиме ожидания, до 14 — в режиме разговора, 9 часов — в режиме просмотра видео и до 75 часов — воспроизведения музыки.

### Хранение данных
Nokia E6-00 имеет 8 Гб встроенной памяти с возможностью расширения до 32 Гб при помощи карт памяти microSDHC. Из 1 Гб ПЗУ пользователям доступны 350 Мб для установки приложений.
Nokia E6 имеет WiFi-покрытие полного спектра каналов 1-13 в диапазоне частот 2.4 GHz.